# Dusona similis
Dusona similis är en stekelart som beskrevs av Gupta 1977. Dusona similis ingår i släktet Dusona och familjen brokparasitsteklar. Inga underarter finns listade i Catalogue of Life.